# Castello di Cerreto
Il castello di Cerreto è un edificio di origine medievale del Biellese che dà il nome al comune nel quale si trova, Cerreto Castello.
Il toponimo deriva dal cerro, un tipo di quercia ora scomparso dalla flora Biellese ma in passato piuttosto diffusa nella zona.

## Storia
Il castello si trova a quota 321 sull'ultima elevazione della dorsale collinare che separa il bacino del torrente Quargnasca da quello del Chiebbia.
Il villaggio di Cerreto viene menzionato per la prima volta nel 999 quando un diploma dell'imperatore Ottone III ne riconfermò il possesso all'arcidiocesi di Vercelli nella persona del vescovo Leone. Nel 1165 il vescovo Uguccione concesse il feudo a Corrado Avogadro di Quaregna.
Gli Avogadro, una nobile famiglia dai numerosi rami, erano infatti di origine vercellese e di sicura fede guelfa. 
A Cerreto essi fecero costruire una casaforte nel XIII secolo, edificio che fu ampliato nella seconda parte del Quattrocento.

## Caratteristiche costruttive
Il castello fu costruito con ciottoli di fiume sistemati a spina di pesce. La sua pianta è rettangolare e l'edificio era caratterizzato da tre torri delle quali ne rimane oggi solo una, cilindrica. Al suo interno si conservano resti di affreschi della fine del Cinquecento.

## Fruizione
L'edificio è oggi destinato ad abitazioni private e non è quindi visitabile dall'interno.